# Димітріе Корня
Димітріе Корня (рум. Dimitrie Cornea; *1816-†1884) — румунський міністр закордонних справ (4 квітня 1876 — 26 квітня 1876).